# Lepidothrix coeruleocapilla
Manaquim-de-coroa-celeste ou dançador-de-coroa-celeste (Lepidothrix coeruleocapilla) é uma espécie de ave da família Pipridae.
É endémica do Peru.
Os seus habitats naturais são: regiões subtropicais ou tropicais húmidas de alta altitude.